# Dスポ
『Dスポ』（ディー・スポ）は、2014年4月から2023年3月まで静岡第一テレビ（Daiichi TV）で毎週日曜日の17:00ｰ17:30に放送されていた静岡県内のスポーツの話題を取り上げる番組である。

## 番組概要
同番組は「すべてのスポーツを深掘り」することをコンセプトに、Jリーグ・JFLの静岡県勢各チームの試合のハイライト・レポートなどを中心に、県内で活動する様々なスポーツマン・チームへの取材、さらには国内外の様々スポーツの話題を深堀してレポートしていく。
2023年4月からは、Jリーグの成長戦略の一環として、系列局の枠を超え、全国30の放送局（広域放送地域を含め45都道府県）の企画ネット番組『KICK OFF!』の静岡県バージョンの制作を担当し、1986年から2014年まで放送された伝統あるタイトルを実質的に復活させた『KICK OFF! SHIZUOKA（キックオフ・静岡）』へリニューアルし、サッカー情報を中心に特化した内容へ一新し、Jリーグ、静岡県サッカー協会、及び県内のJリーグ加盟4チーム（清水エスパルス、アスルクラロ沼津、藤枝MYFC、ジュビロ磐田）の監修を取り付けている。

## 司会
- 臼井佑奈
- 須藤駿介